# Anua mimetica
Anua mimetica là một loài bướm đêm trong họ Erebidae.